# Francesco Pisani
Francesco Pisani (ur. 1494 w Wenecji – zm. 28 czerwca 1570 w Rzymie) – włoski kardynał. 

## Życiorys
Pochodził z weneckiej rodziny senatorskiej. Uzyskał nominację kardynalską w 1517 dzięki rekomendacji władz Republiki Weneckiej. Biskup Padwy 1524-55, administrator diecezji Citta nova 1526-35. Podczas sacco di Roma dostał się do niewoli, 18 miesięcy spędził więziony w twierdzy Castelnuovo. Administrator diecezji Treviso (1528-38) i archidiecezji Narbonne (od 1551). Jako kardynał-protodiakon koronował papieży Marcelego II i Pawła IV w 1555. Biskup Albano (1555-57), Frascati (1557-62), Porto e Santa Rufina (1562-64) i Ostia e Velletri (1564-70). Jako dziekan kolegium kardynalskiego przewodniczył Konklawe 1565–1566. W młodości nie przestrzegał celibatu, miał naturalną córkę, Giulię. Zmarł w Rzymie w wieku 76 lat.